# Joseph Fitzmyer
Joseph Augustine Fitzmyer, né le 4 novembre 1920 à Philadelphie et mort le 24 décembre 2016 à Merion Station (Pennsylvanie), est un bibliste et théologien américain, prêtre catholique de la Compagnie de Jésus, historien des manuscrits de la mer Morte et spécialiste des langues sémitiques. Professeur de Nouveau Testament à l'Université catholique de Washington, récipiendaire de la médaille Burkitt en 1984, il a été membre de la Commission biblique pontificale de 1984 à 1995 et président de la Studiorum Novi Testamenti Societas en 1992.

## Biographie
Après son master de grec à l'université Loyola de Chicago et sa licence de théologie à l'Université catholique de Louvain (1952), Joseph Fitzmyer obtient son doctorat en langues sémitiques à l'université Johns-Hopkins de Baltimore (1956) et sa licence d'Écritures saintes à l'Institut biblique pontifical de Rome (1957).

## Ouvrages publiés
- ——— (1964). The Historical Truth of the Gospels: the 1964 instruction of the Biblical Commission. Glen Rock, NJ: Paulist Press.  (ISBN 978-0-8091-3253-9). See "The Biblical Commission’s Instruction" below for earliest publication in English.
- ——— (1967). The Aramaic Inscriptions of Sefîre (2nd ed.). Rome: Pontificial Biblical Institute.  (ISBN 978-8-8765-3347-1).
- ——— (1979). The Semitic Background of the New Testament Volume II: A Wandering Aramean: Collected Aramaic Essays. Biblical Resource Series (3rd ed.). Grand Rapids, MI: Eerdmans.  (ISBN 978-0-8028-4846-8).
- ——— (1981). The Gospel According to Luke 1-9. Anchor Yale Bible. 28. New York: Doubleday.  (ISBN 978-0-3850-0515-9).
- ——— (1982). Righteousness in the New Testament: Justification in the United States Lutheran-Roman Catholic Dialogue. Philadelphia, PA & New York: Fortress Press & Paulist Press.  (ISBN 978-0-8091-2436-7).
- ——— (1985). The Gospel according to Luke 10-24. Anchor Yale Bible. 28A. New York: Doubleday.  (ISBN 978-0-3851-5542-7).
- ——— (1986). Scripture and Christology: a statement of the Biblical Commission with a commentary. New York: Paulist Press.  (ISBN 978-0-8091-2789-4).
- ——— (1989). Paul and His Theology: A Brief Sketch (2nd ed.). Englewood Cliffs, NJ: Prentice Hall.  (ISBN 978-0-1365-4419-7).
- ——— (1990). Brown, Raymond E.; et al., eds. The New Jerome Biblical commentary. Englewood Cliffs, NJ: Prentice Hall.  (ISBN 978-0-2256-6803-2).
- ———; Glanzman, George S. (1990). An Introductory Bibliography for the Study of Scripture (3rd ed.). Rome: Pontificio Istituto Biblico.  (ISBN 978-8-8765-3592-5).
- ——— (1990). The Dead Sea Scrolls: major publications and tools for study (Revised ed.). Atlanta, GA: Scholars Press.  (ISBN 978-0-8841-4053-5).
- ——— (1991). A Christological Catechism: New Testament Answers (Second ed.). Glen Rock, NJ: Paulist Press.  (ISBN 978-0-8091-3253-9).
- ——— (1992). Responses to 101 Questions on the Dead Sea Scrolls. Glen Rock, NJ: Paulist Press.  (ISBN 978-0-8091-3348-2).
- ———; Kaufman, Stephen A. (1992). An Aramaic Bibliography: Part I: Old, Official, and Biblical Aramaic (Publications of The Comprehensive Aramaic Lexicon Project). Baltimore, MD: Johns Hopkins University Press.  (ISBN 978-0-8018-4312-9).
- ——— (1993). According to Paul: Studies in the Theology of the Apostle. Glen Rock, NJ: Paulist Press.  (ISBN 978-0-8091-3390-1).
- ——— (1993). Romans. Anchor Yale Bible. 33. New York: Doubleday.  (ISBN 978-0-3001-4078-1).
- ——— (1994). Scripture: The Soul of Theology. Glen Rock, NJ: Paulist Press.  (ISBN 978-0-8091-3509-7).
- ———; Harrington, Daniel J. (1994). A Manual of Palestinian Aramaic texts: (second century B.C.-second century A.D.) (2nd ed.). Rome: Editrice Pontificio Istituto Biblico.  (ISBN 978-8876533341).
- ——— (1995). The Biblical Commission's Document "The Interpretation of the Bible in the Church: Text and Commentary. Subsidia biblica. 18. Rome: Editrice Pontificio Istituto Biblico.  (ISBN 978-8-8765-3605-2).
- ——— (1995). Spiritual Exercises Based on Paul’s Epistle to the Romans. Glen Rock, NJ: Paulist Press.  (ISBN 978-0-8091-3580-6).
- ——— (1997). The Semitic Background of the New Testament Volume I: Essays on the Semitic Background of the New Testament. Biblical Resource Series (Reprint ed.). Grand Rapids, MI: Eerdmans.  (ISBN 978-0-8028-4845-1).
- ——— (1997). The Semitic Background of the New Testament: Combined Edition of "Essays on the Semitic Background of the New Testament" and "A Wandering Aramean". Biblical Resource Series (Combined ed.). Grand Rapids, MI: Eerdmans.  (ISBN 978-0-8028-4344-9).
- ——— (1998). The Acts of the Apostles. Anchor Yale Bible. 31. New York: Doubleday.  (ISBN 978-0-3854-6880-0).
- ——— (1998). To Advance the Gospel: New Testament Studies. Biblical Resource Series (2nd ed.). New York: Paulist Press.  (ISBN 978-0802844255).
- ——— (2000). The Dead Sea Scrolls and Christian Origins. Studies in the Dead Sea Scrolls & Related Literature. Grand Rapids, MI: Eerdmans.  (ISBN 978-0-8028-4650-1).
- ——— (2001). The Letter to Philemon. Anchor Yale Bible. 34C. New York: Doubleday.  (ISBN 978-0-3001-4055-2).
- ——— (2002). Tobit. Berlin: Walter de Gruyter.  (ISBN 978-3-1101-7574-5).
- ——— (2004). The Genesis Apocryphon of Qumran Cave 1 (1Q20): a commentary (3rd ed.). Rome: Editrice Pontificio Istituto Biblico.  (ISBN 978-8-8765-3318-1).
- ——— (2007). The One Who is to Come. Grand Rapids, MI: Eerdmans.  (ISBN 978-0-8028-4013-4).
- ——— (2008). 1 Corinthians. Anchor Yale Bible. 33. New York: Yale University Press.  (ISBN 978-0-3001-4044-6).
- ——— (2008). Luke the Theologian: Aspects of His Teaching. Eugene, OR: Wipf & Stock.  (ISBN 978-1-5924-4959-0).
- ——— (2008). The Interpretation of Scripture: In Defense of the Historical-Critical Method. New York: Paulist Press.  (ISBN 978-0-8091-4504-1).
- ——— (2008). A Guide to the Dead Sea Scrolls and Related Literature. Studies in the Dead Sea Scrolls & Related Literature (Revised & expanded ed.). Grand Rapids, MI: Eerdmans.  (ISBN 978-0-8028-6241-9).
- ——— (2009). The Impact of the Dead Sea Scrolls. New York: Paulist Press.  (ISBN 978-0-8091-4615-4).